# Nagybiszterec
Nagybiszterec (szlovákul: Veľký Bysterec) Alsókubin városrésze, egykor önálló falu Szlovákiában, a Zsolnai kerületben, az Alsókubini járásban.

## Fekvése
Alsókubin központjától nyugatra fekszik.

## Története
A 13. században alapították. Első írásos említése 1348-ban „Bysterecz” alakban történt. 1349-ben „Bisterch”, 1418-ban „Bistricz”, 1510-ben „Nagh Bystrich”, 1547-ben „Byzthrycz Welky” néven szerepel az írott forrásokban. Az árvai váruradalom faluja volt a helyi bíró igazgatása alatt. 1715-ben 240 lakosa volt.
A 18. század végén Vályi András így ír róla: „BISZTERETZ. Nagy, és kis Biszteretz. Bisztricz. Bisztratz. Tót faluk Árva Vármegyében, földes Ura Medveczky Uraság, lakosai katolikusok, fekszenek Nagy falutól nem meszsze. Határjaik jó termékenységűek, réttyei hasznosak, legelőjök elég, második Osztálybéliek.”
1828-ban 65 házában 473 lakos élt. Lakói mezőgazdasággal, állattartással foglalkoztak.
Fényes Elek 1851-ben kiadott geográfiai szótárában így ír a faluról: „Biszterecz (Nagy), tót falu, Árva vmgyében, az Árva jobb partján: 8 kath., 458 evang., 7 zsidó lak. – Alsó-Kubinnal általellenben, földje is hasonló. Sessiója 27 6/8 F. u. az árvai urad. Ut. p. Rosenberg.”
1910-ben 431-en, többségében szlovákok lakták, jelentős magyar kisebbséggel. A trianoni diktátumig Árva vármegye Alsókubini járásához tartozott.
1949-óta Alsókubin része.

## Külső hivatkozások
- História mestskej časti Bysterec - Dolný Kubín
- Nagybiszterec Szlovákia térképén

## Lásd még
- Alsókubin
- Benyólehota
- Kisbiszterec
- Knyazsa
- Mokrágy
- Szrnyace
- Zászkal